# Sarlós Boldogasszony

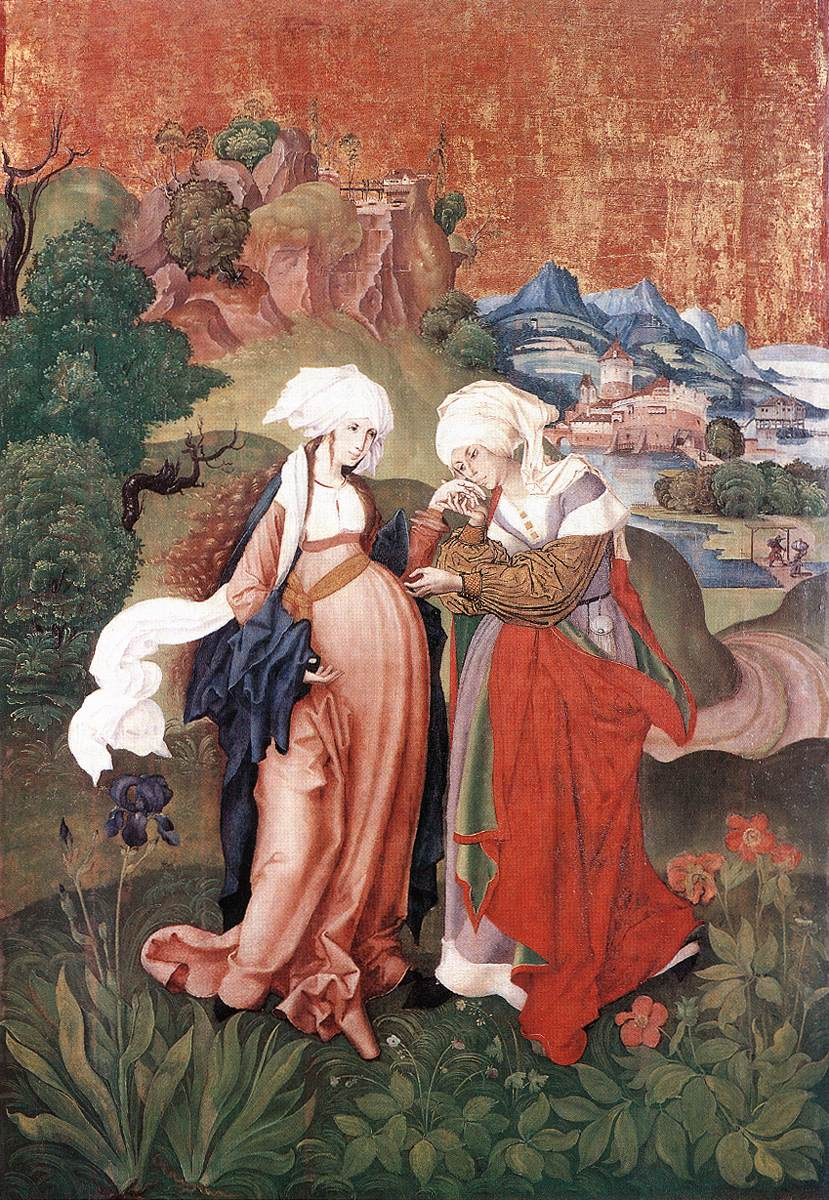
Mária látogatása Erzsébetnél
(M. S. mester, 1500-1510 körül)

Sarlós Boldogasszony ünnepén a kereszténység arról az eseményről emlékezik meg, amikor Szűz Mária (méhében Jézussal) meglátogatta rokonát, az ugyancsak gyermeket (Keresztelő Jánost) váró Erzsébetet. Az ünnep liturgikus neve ezért: „Szűz Mária látogatása Erzsébetnél” vagy latinul: Visitatio Beatae Mariae Virginis. A 13. századtól július 2-án tartották, egészen a II. vatikáni zsinatig, amikor is május 31-re helyezték át. Azonban néhány országban – így Magyarországon is – napjainkban is július 2-án ünneplik. S mivel ez a nap az aratás kezdetének ideje, ezért magyarul a Sarlós Boldogasszony nevet viseli.
A Boldogasszony megnevezést Szent Gellért püspök ajánlotta, így tisztelve a Szűzanyát. A viszonylag kései ünnepet könnyű a többi Mária ünneptől megkülönböztetni: az aratás patrónája Szűz Mária. A pap megáldotta a szerszámokat, de ténylegesen ezen a napon nem dolgoztak. Az aratás az ünnep másnapján, július 3-án kezdődött. Sarlóval az asszonyok arattak, és a férfiak kötözték a kévét.

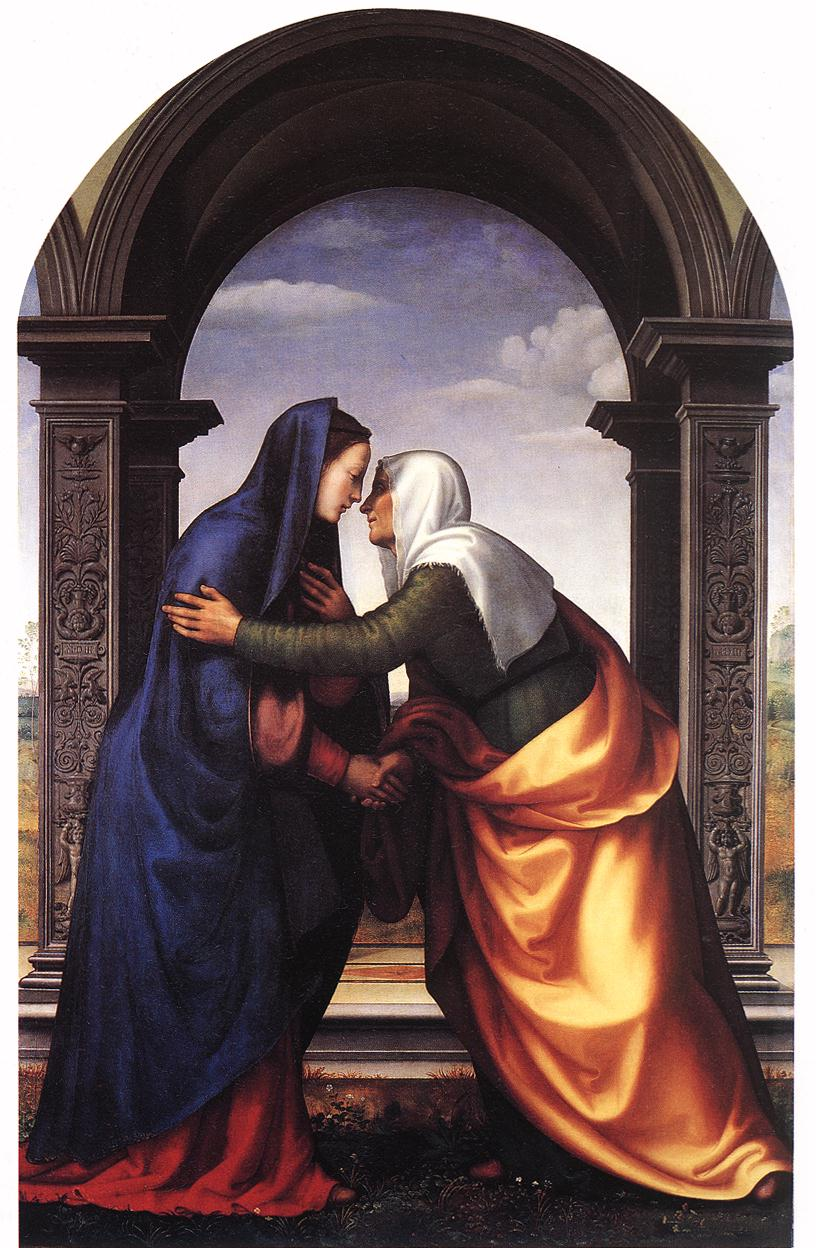
Áldottak örömteli találkozása
(Mariotto Albertinelli, 1503)

## Története

### Szentírási történet
Szűz Mária Gábor arkangyaltól megtudta, hogy Erzsébet nevű rokona, aki korban igen előrehaladott már, áldott állapotban van. A Szűz szolgálatával akarta őt segíteni, ezért indult el hozzá. (Lk 1: 39-56)

#### Szűz Mária és Erzsébet rokoni kapcsolata
Erzsébet Áron családjából való. Szűz Mária édesanyja Szent Anna, és Erzsébet édesanyja, Eszméria édestestvérek. Mária és Erzsébet tehát anyai ági unokatestvérek voltak. Erzsébetnek és Zakariásnak sokáig nem lehetett gyermeke. Később megszületett gyermekük, Keresztelő János, Jézus előfutára.

#### A bibliai részlet mondanivalója
Tanuljunk a Szűzanyától áldozatos szeretetet. Segítsük idősebb társainkat. Minél nagyobb szeretetet gyakorlunk valaki felé, annál értékesebb lesz az áldozatunk. Szűz Máriának hosszú utat kellett megtennie, mire Erzsébet nénjéhez ért, aki különösen rászorult a szeretetére.

### Az ünnep története
Az ünnepet először a minoriták tartották meg 1263-ban, majd a 14. században VI. Orbán pápa rendelte el az egész egyház számára, aki a nyugati egyházszakadás napjaiban a Látogató Szűzhöz könyörgött, hogy töltse el kegyelemmel a bajokkal küzdő egyházat, úgy, ahogy látogatása boldogságot hozott Zakariás (Erzsébet hitvesének) házába.
Az ünnepet egészen a 20. század közepéig július 2-án tartották, 9 nappal Keresztelő Szent János június 24-én ünnepelt születése után, amikor Mária búcsúzik Erzsébetéktől és hazaindul. A második vatikáni zsinat a vizitáció ünnepét áthelyezte május 31-re, de Magyarországon hagyománytiszteletből maradt az eredeti dátum.

#### Az ünnep vonatkozása a rózsafüzérben
Az örvendetes rózsafüzér második titkának ünnepe. A keleti egyházban másfél évezrede ünneplik, a nyugatiban a 13. század óta. Szűz Mária Istenanya, s a rózsafüzér minden egyes Üdvözlégyében ekként tisztelik, s így minden más teremtmény felett áll. A Szentatyák is Istenszülőnek, illetve Isten Anyjának nevezik a Szűzanyát. Mária Krisztusnak valóságos anyja, hiszen az ő legtisztább véréből kapta emberi testét, és nem az égből való.
Erkölcstanilag a felebaráti szeretetről tanúskodik a második titok.

## Népi hagyományok
Mint magyar neve is mutatja, a sarlós Boldogasszony ünnepéhez fűződő hagyományok javarészt a búzaaratással függnek össze. A 18. században még az asszonyok arattak sarlóval, s a férfiak kötözték a kévét. Ez vallási értelmezésben összecseng azzal, hogy amit Szűz Mária learat, azt fia összegyűjti, és elválasztja a búzát az ocsútól (értsd: ítélkezik az emberek fölött).
Hasonlatos a mennyeknek országa az emberhez, a ki az ő földébe jó magot vetett; de mikor az emberek alusznak vala, eljöve az ő ellensége és konkolyt vete a búza közé, és elméne. Mikor pedig felnevekedék a vetés, és gyümölcsöt terme, akkor meglátszék a konkoly is. A gazda szolgái pedig előállván, mondának néki: Uram, avagy nem tiszta magot vetettél-e a te földedbe? honnan van azért benne a konkoly? Ő pedig monda nékik: Valamely ellenség cselekedte azt. A szolgák pedig mondának néki: Akarod-é tehát, hogy elmenvén, összeszedjük azokat? Ő pedig monda: Nem. Mert a mikor összeszeditek a konkolyt, azzal együtt netalán a búzát is kiszaggatjátok. Hagyjátok, hogy együtt nőjjön mind a kettő az aratásig, és az aratás idején azt mondom majd az aratóknak: Szedjétek össze először a konkolyt, és kössétek kévékbe, hogy megégessétek; a búzát pedig takarítsátok az én csűrömbe. (Mt 13,24–30)

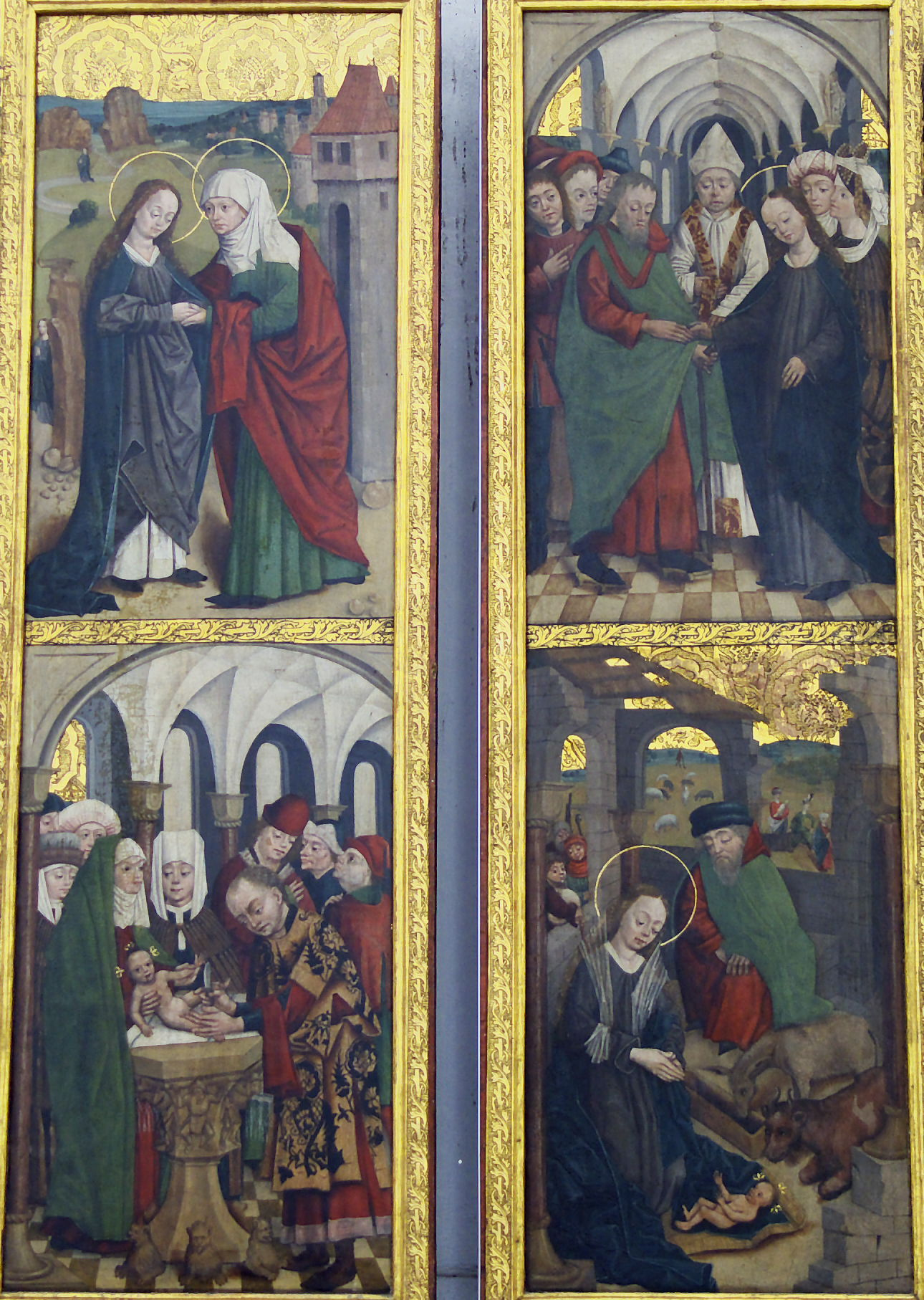
Négy jelenet Szűz Mária életéből – balra fenn: Mária találkozása Erzsébettel

Kalotaszegben a férfiak fejfájára olykor ekevasat, az asszonyokéra pedig olvasót vagy sarlót festettek.
Sarlós Boldogasszony napján Magyarország északi vidékein a ház elé virággal díszített széket tettek, hogy ha az áldott állapotban lévő, „nehézkes” Mária arra jön Erzsébethez tartván, le tudjon ülni megpihenni.
E napon az aratók megjelentek a templomban, ahol a pap megáldotta őket és szerszámaikat.
Egyes vidékeken szokásban volt a gyógynövényszentelés is; a Sarlós Boldogasszony napján gyűjtött füveket hatásosnak vélték női betegségek ellen. Szeged környékén fodormentát szenteltek, melyből később gyógyteát főztek, valamint a halottak koporsójába is tettek belőle.
E napon készítették el összefont kalászból a búzaboronát, mellyel azután a szobát díszítették.
Szil községben, miután a pap megáldotta őket, a munkások kimentek a földre, ahol ünnepi ruhában vágtak egy rendet a búzatáblában. Ezután hazatértek ünnepelni, majd az aratás másnap, július 3-án kezdődött.
Nemessándorházán az aratást a föld keleti sarkában kezdték. Az első két kévét keresztbe rakták, majd imát mondtak mellette.
Az aratás során nem vágtak le minden búzaszálat, hanem néhányat országszerte meghagytak az ég madarainak, vagy (pl. Rábagyarmaton és Domoszlón) Szent Péter lovának, ha arra jár.
Az Ipoly mentén úgy tartották, hogy ha Sarlós Boldogasszony napján esik az eső, utána még 40 napig esni fog.

## Ünnepség
A látogatást a 13. századtól kezdve minden évben megünneplik. Eredetileg Szent Bonaventura javaslata volt, és ezt a ferencesek el is fogadták. Több egyházban is elterjedt, de csak a 14. században vált teljesen elfogadottá, mikor VI. Orbán kiterjesztette.

## A képzőművészetben
A várandós Mária látogatását, az előrehaladottabb állapotú Erzsébetnél a képzőművészetben vizitációnak nevezzük.
Népszerű a festők körében.